# Coteaux du Lizon
Coteaux du Lizon község Franciaország Burgundia-Franche-Comté régiójában, Jura megyében. Új községként 2017. január 1-jén jött létre Saint-Lupicin és Cuttura község egyesítésével. A korábbi községek egyesülésekor az új község lélekszáma 2495 főre nőtt. Lakosainak száma 2146 fő (2022. január 1.).

## Népesség
| Lakosok száma | 2382 | 2397 | 2328 | 2260 | 2191 | 2168 | 2146 |
|               | 2015 | 2017 | 2018 | 2019 | 2020 | 2021 | 2022 |